# Anne Marie Ploug
Anne Marie Ploug (født 1966 i Glostrup) er en dansk billedkunstner. 
Anne Marie Ploug er uddannet fra Det Kongelige Danske Kunstakademis Billedkunstskole i 1988-1995. 
Arbejder hovedsagligt med maleri og grafik.